# Примитивный многочлен (теория чисел)
В теории чисел и теории полей примитивный многочлен над конечным полем {\displaystyle GF(p)} — это минимальный многочлен примитивного элемента поля {\displaystyle GF(p^{m})} для положительного целого числа m. При этом m с необходимостью является степенью примитивного многочлена.
Примитивный многочлен является неприводимым.

## Свойства
- если {\displaystyle P(X)} примитивный многочлен степени {\displaystyle m}, то примитивен и {\displaystyle x^{m}P(x^{-1})}; в частности:
  - если примитивен многочлен {\displaystyle x^{a}+x^{b}+1} для некоторых {\displaystyle a>b>0}, то примитивен и {\displaystyle x^{a}+x^{a-b}+1}.